# کمپی
کمپی (انگلیسی: Kemppi) شرکت الکترونیک فنلاندی است، که در سال ۱۹۴۹ تأسیس شد.